# 먹방
먹방(영어: Mukbang 또는 Meokbang)은 먹는다는 뜻의 '먹'과 방송의 '방'이 합쳐진 신조어다.
기존에 먹방 뿐 아니라 먹쇼 등 다양한 용어가 쓰였으나 아프리카TV의 BJ왕쥬에 의해 인터넷 방송 초창기에 컨텐츠로의 먹방이라는 단어가 알려지고 대중화됨으로써 본격적으로 인터넷 방송계에서 컨텐츠로 정착되기 시작하였다. 영어로는 eating show로 표기하기도 하나 2013년 옥스포드 영어사전에 Mukbang(먹방)으로 등재되었다.
1980~90년대에는 주로 주부들을 대상으로 한 요리 프로그램들이 지상파 방송에서 주류를 이루었으나 점차 맛집 탐방이나 먹방, 쿡방 등이 증가하고 있다. 한국에서 태동한 먹방은 한류와 함께 인터넷을 통하여 전세계로 퍼져나간 후 하나의 문화로 자리잡고 있으며 해외 먹방 유튜버들도 왕성하게 활동하고 있다.

## 역사

### 대식 문화

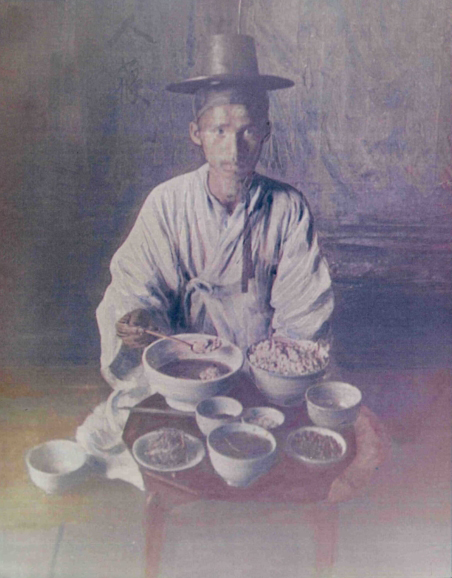
조선시대 후기 나그네의 식사

중국인은 혀로 먹고, 일본인은 눈으로 먹고, 조선인은 배로 먹는다는 속설이 있다. 그만큼 조선 시대에는 대식가들이 많았다. 조선 전기 훈구파의 거목 이극돈은 상소를 올려 풍년이면 먹을 것을 아끼지 않아 중국 사람이 하루 먹을 분량을 한 번에 먹어 치운다고 개탄 했을 정도다. 아침에 양식을 다 먹어 치워 저녁에는 굶는다는 뜻을 가진 조포석기(朝飽夕飢)라는 말까지 있었다. 한끼 식사량은 성인 남자가 오늘날의 약 3배, 어린이는 오늘날 성인남자 1인분보다 많이 먹어 외국에까지 그 식사량이 화제가 되기도 했다.
구한말에 조선을 방문한 여행가와 선교사들의 기록을 보면 조선인들의 식사량이 많았다는 사실을 알 수 있다. 영국인 여행가 이사벨라 비숍(1831~1904)은 “조선 사람들은 보통 한 끼에 3~4인분을 먹어 치우고, 서너 명이 앉으면 그 자리에서 복숭아 20~25개가 사라진다”고 했다. 프랑스 선교사 다블뤼(1818~1866) 주교는 “60대 중반의 한 노인은 기운이 없고 입맛이 없다고 하면서도 다섯 공기를 먹었다”고 했다.
머슴에게도 고봉밥을 퍼주었는데, 이는 주식인 쌀이 밀보다 열량이나 단백질 함량이 낮은 것을 고려하여 질보다는 양을 중시하게 된 것으로 보인다. 밀은 100g 당 열량 354Kcal, 단백질 12%인 반면에 쌀은 340Kcal, 단백질은 6.5% 밖에 되지 않기 때문이다. 또한, 이러한 식사량은 평소 육류를 먹지 못해 곡물로 단백질을 보충하다 보니 일어나는 현상으로 볼 수도 있겠다.

### 먹방 문화
먹방문화는 2009년 대한민국의 인터넷 플랫폼 아프리카TV에서 시작된 이후 2010년 한국에서 인기를 끌게 되었는데, 이 영향으로 영화 《황해》에 출연한 배우 하정우의 먹는 모습은 호평을 받았으며, MBC 예능프로그램 〈아빠! 어디가?〉에 출연하는 윤후가 방송에서 ‘찹찹’ 소리를 내며 먹은 ‘짜파구리'를 언급하자 매출이 증가하기도 했다. 먹방은 지상파나 종편TV 예능 프로그램이나 인터넷 방송 외에도 웹툰, 개인 블로그 등의 소재가 되며 지속적으로 인기를 끌었다. 일반인들도 자신이 먹은 음식을 예쁘게 찍어 올리는 데 그치지 않고, 먹고 있는 모습을 SNS에 올려놓는 것이 유행하기도 했다.
한국에서는 아프리카TV의 BJ들이 대중화의 주역이며 유튜브에서 활발히 활동하여 하나의 문화로 정착한 상태이다. 해외에서는 미국의 유튜버 'The Fine Brothers'가 만든 '서양사람들의 먹방을 보고 난 뒤 리액션'이 인기를 끌면서 'Mukbang'이라는 신조어와 함께 세계로 퍼지게 되었다.

## 등장 배경
한국사회에서 먹는 행위는 단순히 생존을 위한 것을 넘어서 삶과 문화와 밀접한 관련을 맺는다. 한국은 전통적 건강담론과 엄격한 예절문화를 바탕으로 한 음식문화를 형성해왔다. 그런데 최근 한국에서 이러한 지배적인 음식문화의 가치와 전통적 정체성에서 이탈하는 인터넷 먹방(Mukbang)문화가 등장하여 주목을 끌고 있다. 실시간 인터넷 방송인 <아프리카TV>에서 처음 선보인 먹방은 이제 케이블 채널은 물론이고 지상파 방송에서도 대세로 자리잡았다. 외신도 한국의 먹방 문화에 관심을 쏟을 정도다.
영국의 잡지 〈이코노미스트〉는 대한민국의 먹방이 인기가 있는 이유에 대해 장기 경제 침체로 한국인들에 널리 깔려있는 불안감과 불행 때문이라고 한 바 있다. 이와 같은 인기에 〈허핑턴 포스트〉, 〈월 스트리트 저널〉 등에서도 소개되었다. 최근에는 ASMR을 통해 시청자들로 하여금 시청각 모두를 만족시킬 수 있는 먹방도 많이 이루어지고 있다. 나아가 이같은 방송 형식이 유튜브 등의 플랫폼을 통해 세계적으로 인기를 끌자, 먹방의 한국어 병음 'Mukbang'이 그대로 전세계 유튜버들의 콘텐츠로 재생산되면서 고유명사화 되었다.

## 플랫폼

### 아프리카TV
아프리카TV는 대한민국의 1인 방송 플랫폼 회사로서 1996년 4월 22일 설립되었다. 아프리카TV는 'Any Free Casting TV'에서 따온 말로 언제 어디서나 시간과 장소의 제약 없이 간편하게 실시간 라이브 방송을 할 수 있는 1인 미디어를 표방하고 있다. 아프리카 TV에서 활동중인 대표적인 먹방 BJ는 범프리카, 슈기, 엠브로, 창현, 왕쥬 등이 있다.

### 트위치
2011년에 처음 등장한 트위치는 TV 스포츠 생중계처럼 게임 관련 콘텐츠를 생방송하는 게임 생중계 업체다. 세계적으로 1억 명의 시청자와 170만개의 방송, 1만 2000여명의 방송 파트너를 가지고 있으며, 지난 2014년 아마존에 인수됐다. 트위치는 지난 2016년 7월 채널 목록에 ‘소셜 이팅’(Social Eating) 항목을 새로 추가했다. 유명한 스트리머로는 ImAllexx, Ameliabrador, 심플라이프온에어 등이 있다.
2022년 4월 ‘먹방·쿡방’을 주제로 이녕 등 11명의 국내 인기 먹방 크리에이터들과 특집 방송을 진행하였다.

### 유튜브
유튜브는 2005년 2월 14일 밸런타인 데이에 전직 페이팔 직원 채드 헐리, 스티브 첸, 자베드 카림이 공동으로 창립했다. 현재 유튜브는 온라인 최대의 동영상플랫폼이다. 유튜브는 2006년 10월 16억5000만달러(약 1조8000억원)의 몸값에 구글로 인수됐다. 대표적인 스트리머로 쯔양, 밴쯔, 떵개떵, 슈기, 도로시, 양수빈, 프란 등이 있다.

### 카카오TV
2017년 2월 18일 ‘다음tv팟’과 ‘카카오TV’의 플랫폼을 통합하여 서비스명을 ‘카카오TV’로 일원화하여 카카오TV가 탄생했다. 국내 최대의 메신저앱인 카카오톡과 연동되어있다. 카카오TV PD들은 카카오TV와 연결된 ‘비디오 스테이션’을 통해 동영상들을 생산하고 관리한다. 대표적인 먹방 카카오TV PD는 밴쯔, 푸르미르, 먹동이, 나도 등이 있다.

## 논란

### 행정 규제
2018년 7월, 문재인 정부가 '국가 비만 관리 종합 대책'을 내놓으면서 '먹방' 가이드라인을 만들고 규제하겠다고 발표했다. '먹방'이 폭식을 유발해 국민건강을 해칠 수 있기 때문에 먹방에 대한 가이드라인을 제정하겠다는 것이었다. ‘먹방’이 방송과 인터넷에서 폭발적인 인기를 끌고 있는 가운데 가이드라인 제정 추진 사실이 발표되자 역풍이 불었다. 대책을 발표한 보건복지부에 항의가 쏟아졌고, 청와대 청원게시판에도 반대 여론이 들끓었다. 28일 기준으로 '먹방과 폭식의 연관성이 없다', '이 정부는 왜 이렇게 개인의 자유를 침해하나' 등 먹방 규제를 반대하는 청원이 40여 건 올라왔다. 특히 '먹방'은 해외로 팔려나가는 '신(新)한류'로 자리 잡았는데, 정부가 수출길을 가로막는다는 지적도 나왔다.

## 같이 보기
- 요리 프로그램